# Le Vert
Le Vert é uma comuna francesa na região administrativa da Nova Aquitânia, no departamento de Deux-Sèvres. Estende-se por uma área de 11,81 km². Em 2010 a comuna tinha 131 habitantes (densidade: 11,1 hab./km²).